# Stanley Ho

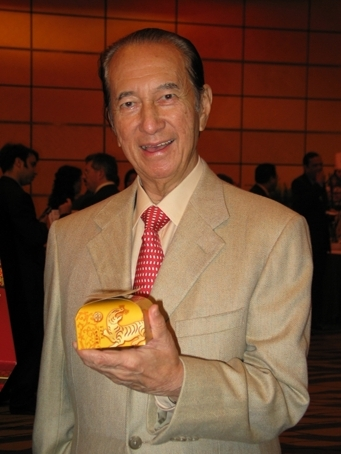
Stanley Ho (2006)

Stanley Ho Hung-sun (eigentlich Dato’ Sri Stanley Ho Hung-sun, chinesisch 何鴻燊 / 何鸿燊, Pinyin Hé Hóngshēn, Jyutping Ho4 Hung4san1, kantonesisch Ho Hung-sun; * 25. November 1921 in Hongkong; † 26. Mai 2020 ebenda) war ein chinesischer Unternehmer aus Hongkong und Macau. Nach Angaben des Magazins Forbes in der Liste Greater China Billionaires gehörte Ho zu den zehn reichsten Chinesen.

## Leben
Ho war Eurasier niederländischer Abstammung, geboren und aufgewachsen in Hongkong, als es noch unter britischer Herrschaft stand. Er war das neunte Kind der Familie und der Großneffe von Robert Hotung, einem der ersten Tycoons der Stadt. Ho besuchte das Queen’s College und begann ein Studium an der Universität Hongkong. Als sein Vater während der Großen Depression (1929) bankrottging, war Ho gezwungen, mit nur 10 HK$ nach Macau umzusiedeln. Im Alter von 24 Jahren begründete er sein Vermögen mit dem Schmuggel zwischen Macau und China.
1962 gründete Ho zusammen mit seinem Schwager Teddy Yip und sechs weiteren Geschäftsleuten in Macau die Sociedade de Turismo e Diversões de Macau (STDM, deutsch: Macau Reise- und Unterhaltungsgesellschaft), ein privatrechtlich organisiertes Unternehmen, das zeitweise das Monopol für Glücksspiel innehatte und weitere Aktivitäten in der Freizeit- und Tourismusbranche unterhielt. Stanley Ho hielt anfänglich 30 Prozent der Anteile, Yip 27 Prozent. Bis 1992 übernahm er sukzessive Yips Anteile. Die Spielcasinos machten Macau für regionale Touristen attraktiv. Bis zur Liberalisierung des Marktes erwirtschaftete die STDM in einigen Jahren bis zu 60 Prozent des Bruttoinlandsprodukts von Macau. Diese Ära endete 2000, als die chinesische Lokalregierung von Macau die Unterhaltungsindustrie in Macau neu organisierte und aufteilte.
Ho kontrollierte einen Konzern mit acht Casinos, unter anderem das Grand Casino Lisboa. In den 1960ern besaß er zudem neun Casinos auf den Philippinen. Diese Casinos gab er auf, als er in Konflikt mit dem philippinischen Präsidenten geriet. Neben seinen Casinos besaß Ho Wettbüros im Fußball, Pferdesport und Hunderennen in China.
Ho hat ein persönliches Vermögen von mehreren Milliarden US-Dollar angehäuft und war ein engagierter Philanthrop, der große Summen an Institutionen wie die Universität von Hongkong und Po Leung Kuk, eine Hongkonger Wohltätigkeitsorganisation, die Waisenkinder unterstützt, spendete.
Als Polygamist war er mit vier Frauen verheiratet und hatte 17 Kinder. Die Sängerin und Schauspielerin Josie Ho sowie Pansy Ho sind zwei seiner Töchter. Eine seiner Ehefrauen war die Politikerin Angela Leong On Kei (NUDM).

## Ehrungen
1984 wurde Ho von der Universität Hongkong und der Universität Macau die Ehrendoktorwürde für Sozialwissenschaften verliehen. Im Rahmen der Neujahrsehrungen 1990 wurde Ho zum Officer of the Order of the British Empire (O.B.E.) „für seine Verdienste um die Gemeinschaft in Hongkong“ ernannt. 1995 ernannte die portugiesische Regierung Ho für seine Verdienste um die Gesellschaft zum Grã-Cruz da Ordem do Infante Dom Henrique (Großes Kreuz des Ordens von Prinz Henrique), der höchsten Auszeichnung für einen Zivilisten. 1998 wurde die Dr. Stanley Ho Avenue in Macau nach ihm benannt, er war die erste chinesische Person, die in Macau zu Lebzeiten auf diese Weise geehrt wurde. 2001 gehörte er zu den ersten Empfängern der Goldenen Lotus-Ehrenmedaille (englisch Golden Lotus Medal of Honour, GLM) von Macau.
Im Jahr 2003 wurde Ho vom Chief Executive von Hongkong, Tung Chee-hwa, mit dem Goldenen Bauhinia-Stern (englisch Gold Bauhinia Star, GBS) ausgezeichnet. 2007 erhielt er die Große Lotus-Ehrenmedaille (englisch Grand Lotus Medal of Honour, GML) von Macau. 2008 wurde Ho von der Stadt Cascais die Medaille für unternehmerische Initiative verliehen, und die Straße, die neben dem Estoril Casino verläuft, wurde in Avenida Stanley Ho umbenannt. Es war die erste Straße in Portugal, die nach einem lebenden chinesischen Staatsbürger benannt wurde. Im Juni 2009 erhielt er auf der von der American Gaming Association organisierten G2E Asia-Konferenz den Visionary Award; die Auszeichnung wurde von Edmund Ho, dem Chief Executive der Macau SAR, überreicht. Im November 2010 wurde Ho mit der Großen Bauhinia-Medaille (englisch Grand Bauhinia Medal, GBM) ausgezeichnet.
- 1986: Großoffizier des Ordens des Infanten Dom Henrique
- 1995: Großkreuz des Ordens des Infanten Dom Henrique

## Trivia
Ho war ein Cousin des bekannten Kampfsportlers und Schauspielers Bruce Lee.